# باب‌اسفنجی حقیقت یا میدان (بازی ویدئویی)
باب‌اسفنجی حقیقت یا میدان یک بازی ویدیویی است که بر اساس باب اسفنجی شلوار مکعبی با قسمتی با همین عنوان ساخته شده‌است. این بازی در ۱۶ مهر ۱۳۸۸ به مناسبت دهمین سالگرد باب اسفنجی منتشر شد. چندی بعد آلترون نسخه نینتندو دی اس این بازی را توسعه داد.

## طرح
آقای خرچنگ به باب‌اسفنجی سپرده است که از فرمول همبرگر خرچنگی محافظت کند. اما باب‌اسفنجی فراموش می‌کند کجا فرمول را قرار داده‌است. او سپس به کمکِ دورترین کسی که می‌تواند او همراهی کند، پلانکتون، اعتماد می‌کند. باب اسفنجی باید با کمک دوستانش از ماشین حافظه پلانکتون استفاده کند تا شادترین لحظات زندگی خود را بازیابی کند (زیرا طبق گفته باب اسفنجی، او وقتی ناراحت است قادر به یادآوری چیزی نیست) تا فرمول همبرگر خرچنگی را به موقع برای «یازده سالگی همبرگر خرچنگی» پیدا کند با این حال باب اسفنجی کمی می‌داند که پلانکتون فرمول مورد نظر خود را می‌خواهد و برای استخراج مکان دقیق فرمول، ربات‌هایی را در خاطرات باب اسفنجی وارد کرده‌است. اما بعد از شکستن کنترلر، پلانکتون چاره ای ندارد جز اینکه به جای آن به درون خاطرات باب اسفنجی برود. باب اسفنجی از خاطرات خود عبور می‌کند، با ربات‌ها و روسای ربات‌هایی که شبیه پاتریک و اختاپوس هستند می‌جنگد. او در حالی که خاطراتش را زنده می‌کند، به محیط‌های مختلفی سفر می‌کند، مانند شغل خود به عنوان بچه آشپز، ملاقات با سندی و همچنین تمرین کاراته با او، اولین کریسمس، اولین شیفت ۲۴ ساعته خود (جایی که در راک باتم از دست داده‌است)، ماهیگیری با پاتریک، ملاقات با مرد دریا و پسر صدفی، اولین همبرگر خرچنگی باب اسفنجی (جایی که او با اختاپوس ربات می‌جنگد)، و مبارزه جعلی او با پاتریک برای ورود به خِلط نمکی (مکانی در بازی) (جایی که او با پاتریک ربات مبارزه می‌کند). او سپس به یاد می‌آورد که فرمول موجود در گاوصندوق آقای خرچنگ است. با این حال پلانکتون این را می‌فهمد و کل سطل چام باکت را به یک ربات پاتریک بزرگ تبدیل می‌کند. پس از از بین بردن آن، باب اسفنجی به آقای خرچنگ می‌گوید که فرمول موجود در گاوصندوق است، اما سپس متوجه می‌شود که کل مدت آن در جیب پشت او بوده‌است. با این حال، وقتی او کاغذ را به آقای خرچنگ می‌دهد، می‌فهمد که بلیط قرعه کشی خود را به او داده و فرمول مخفی در تمام مدت در جیب پشت آقای خرچنگ بوده‌است.

## صداپیشگان
- تام کنی در نقش باب اسفنجی و گری
- آقای لارنس در نقش پلانکتون
- باب جولز در نقش آقای خرچنگ
- بیل فاگرباککه در نقش پاتریک
- راجر بامپاس در نقش اختاپوس
- کارولین لارنس در نقش سندی
- ارنست بورگنین در نقش مرد دریا
- تیم کانوی در نقش پسر صدفی

## بازخورد
کوری کوهن از مجله رسمی ایکس باکس، بازی را ۴ از ۱۰ ارزیابی کرد و آن را خسته کننده دانست، در حالی که از سطح «خسته کننده» و دوربین «تحریک کننده» آن انتقاد کرد. کامان سنس مدیا به آن امتیاز ۴ از ۵ ستاره را داد.